# Bodas de Sangue
Bodas de Sangue é uma peça de teatro do espanhol Federico García Lorca (1898 - 1936), pertencente à trilogia formada também por Yerma e A Casa de Bernarda Alba. Foi escrita em 1932 e estreou-se em Madrid e Buenos Aires em 1933.

## Enredo
Em Bodas de Sangue, os cenários são a bela choupana da noiva que vive isolada com seu pai, e o casebre vizinho das vinhas de seu noivo, que tem uma triste vida ao lado de sua desolada mãe, que perdera filhos e marido em lutas por terra.
No dia das bodas aparece Leonardo, ex-noivo da noiva, que decide seduzi-la e relembra-la do passado. Em meio à cerimônia do casamento, a noiva e Leonardo fogem, e desencadeiam uma série de perseguições pelo deserto espanhol.
Na obra, García Lorca também explora a possibilidade do irreal. lua e morte ganham vida e, mais que isso, participam do desenrolar da trama, auxiliando a luta ritualística entre o noivo e Leonardo.

## Personagens
- Mãe (do Noivo),
- Noiva,
- Criada,
- Sogra  (de Leonardo),
- Mulher (de Leonardo),
- Vizinha,
- Menina,
- Moças,
- Lua,
- Morte,
- Noivo,
- Pai (da Noiva),
- Leonardo,
- Lenhadores,
- Moços.